# Эскимосско-алеутские языки
Эскимо́сско-алеу́тские языки́ (эскалеутские) — совокупность родственных языков и диалектов, распространённых на территории Гренландии, побережье Канадской Арктики, на всём побережье Аляски, крайнем северо-восточном и юго-восточном побережье Чукотки, прилегающих островах и на островах алеутской гряды. Общим предком эскимосско-алеутских языков является праэскалеутский язык.
Включают две ветви — эскимосские (внутри них выделяются юпикские и инуитские) языки и алеутский язык. Современные исследовали выделяют в отдельную ветвь также мёртвый сиреникский язык. Относятся к полисинтетическим языкам, в которых число составляющих в пределах одной словоформы может быть очень большим и слова часто переводятся на европейские языки целыми предложениями. 
Общее число носителей эскимосско-алеутских языков определить достаточно сложно. Число людей, причисляющих себя к соответствующим этносам — около 100 тысяч человек, однако носителей, постоянно использующих эти языки, несколько меньше: многие азиатские, аляскинские и канадские эскимосы, а также алеуты перешли на русский или английский язык.
Эскимосско-алеутские языки занесены в Книгу рекордов Гиннесса как одни из самых сложных языков мира. В рекордном списке они упоминаются в одном ряду с языками чиппева, хайда, табасаранским и китайским.

## История
Учёные из Центра изучения языков Аляски считают, что эти языки распались на эскимосские и алеутский по крайней мере 4000 лет назад; около 1000 лет назад эскимосские языки распались на юпикские и инуитские. По мнению Кнута Бергсланда, специалиста по уральским и эскимосско-алеутским языкам, разница между двумя ветвями этих языков сравнима с таковой между современными прибалтийско-финскими и саамскими языками.

## Классификация
(указано приблизительное число носителей по данным Ethnologue)
Алеутская ветвь
- алеутский язык — 200 чел. (Россия, США)
- медновско-алеутский язык (алеутско-русский пиджин) — † (вымерший) (Россия)

Эскимосская ветвь
- юпикская группа
  - аляскинская подгруппа:
    - алютикский язык — 200 чел. (США)
    - центрально-юпикский язык — 10 тыс. чел. (США)

  - сибирская подгруппа (юитский язык):
    - науканский язык — 60 чел. (Россия)
    - чаплинский язык — 1200 чел. (Россия, США)
- сиреникский язык † (вымерший)
- инуитская группа
  - аляскинско-инуитский язык (инюпиак) — 5580 чел. (США) 
    - язык инуитов Северной Аляски
    - язык инуитов Северо-Западной Аляски

  - гренландский язык — 50 тыс. чел. (Гренландия)
  - инуктитут — 36 тыс. чел. (Канада: Нунавут, Лабрадор) 
    - западно-канадский инуитский язык (Канада: СЗТ)
    - восточно-канадский инуитский язык

Эскимосско-алеутская семья состоит из двух крупных частей: эскимосской и алеутской. Предположения о родстве эскимосских языков с алеутским высказывались начиная с середины XIX в. (Вениаминов, Расмус Раск, Владимир Богораз, Владимир Иохельсон); в 1951 г. одновременно и, по-видимому, независимо появились статья К. Бергсланда и статья Г. Марша и Морриса Сводеша, после которых это родство можно считать доказанным. По глоттохронологическим данным расхождение праэскимосского и праалеутского языков обычно датируется около 4 тысяч лет назад. В настоящее время эскимосские языки и алеутский язык невзаимопонятны.
Следующее крупное разделение произошло уже внутри праэскимосского языка около тысячи лет назад, когда он раскололся на юпикские и инуитские языки. Место сиреникского языка в классификации эскимосско-алеутских языков точно не установлено. В то время как некоторые лингвисты перечисляют его к юпикским языкам, другие выделяют его в отдельную ветвь эскимосских языков, наряду с юпикскими и инуитскими.
Юпикские языки распространены на Чукотке, западном и юго-западном побережье Аляски с прилегающими островами; инуитские языки — на северном побережье Аляски и далее на восток до Гренландии. Граница двух групп проходит через посёлок Уналаклит на западном побережье Аляски.

## Генетические связи
Традиционно место эскимосско-алеутской семьи в системе языков мира определялось с ареальных позиций. В русской языковедческой литературе по традиции, восходящей к опубликованной в конце XIX в. классификации Л. Шренка, эскимосско-алеутскую семью относят к палеоазиатским языкам; в американской традиции её либо рассматривают как одну из языковых семей индейцев Америки, либо выделяют изолированно.
До настоящего времени не удаётся выяснить внешние генетические связи эскимосско-алеутской семьи. Предпринимались попытки доказать её родство:
1. с урало-алтайскими языками: Кристиан Уленбек — на основании ряда сходных суффиксов, Орельеном Соважо — на основании якобы полной структурной идентичности системы спряжения и притяжательных форм имени, схождений в способе образования притяжательной конструкции; Т. Ульвинг — указывая, что градация согласных в эскимосском относится к тому же типу, что и в уральских; два последних исследователя допускали многочисленные неточности в записи эскимосских слов; К. Бергсланд, наиболее серьёзно из всех, — на основании значительной структурной идентичности по всем уровням, с привлечением (впервые) алеутского материала; М. Фортескью предпринял попытку сближения языков эскимосско-алеутской семьи с юкагирским языком на основании сходства морфологических показателей, в частности падежных; О. Мудрак обосновывает ностратическое происхождение базисной лексики в эскимосских языках, при этом они оказываются особенно близкими к алтайским[12], эскимосско-алеутское единство отрицает и сравнивает алеутский с палеосибирскими (чукотско-камчатские, юкагирские, айнский, нивхский)[13][14];
2. с индоевропейскими языками: К. Уленбек — на базе около 40 лексических схождений; У. Талбитцер насчитал около 60 предположительно общих корней, использовал материалы Уленбека со значительными поправками с учётом новых данных индоевропеистики (хеттский язык); Л. Л. Хаммерих усматривал схождения в области структуры слова, указывал на возможность существования в праиндоевропейском падежной системы эскимосского типа, привлекал ларингалы для объяснения увулярных в эскимосском.
3. с языками американских индейцев: Н. Хольмер сближает эскимосский с языками кечуа и квакиутль скорее в типологическом плане, но не исключает и генетических связей.
4. с языками гипотетической ностратической макросемьи в целом.

Ни одна из этих гипотез не признана научным сообществом.
Александр Вовин отмечает, что в северных тунгусских языках, на которых говорят в восточной Сибири и на северо-востоке Китая, есть эскимосско-алеутские заимствованные слова, которых нет в южных тунгусских, подразумевая, что на эскимосско-алеутских языках когда-то гораздо чаще говорили в восточной Сибири. Вовин подсчитал, что эскимосо-алеутские заимствования в северных тунгусских языках были заимствованы не более 2000 лет назад, то есть когда тунгусы жили к северу от своей родины в среднем течении реки Амур. Вовин считает, что родина прото-эскимосов-алеутов находится в Сибири, а не на Аляске.

## Письменность
Современные эскимосско-алеутские языки записываются либо с помощью латиницы, либо с помощью кириллицы, либо с помощью канадского слогового письма.

## Лингвистические черты

### Фонетика и фонология
В алеутском языке различаются краткие и долгие [a], [i], [u]. В эскимосских языках также встречаются [ə] и [ɨ]; в качестве аллофонов могут выступать [e], [ɛ], [o] и [ɔ].
Системы их согласных фонем сходны, с той существенной оговоркой, что в алеутском языке отсутствуют (в исконных словах) губные [p], [β], [f], представленные в эскимосских. Обе ветви различают заднеязычные и увулярные согласные (соответственно, [k], [g], [x] и [q], [ɢ], [χ]).

### Грамматика
К общим грамматическим чертам этих языков можно отнести отсутствие в обеих их ветвях приставок и значительную степень агглютинации как основного морфонологического средства; в эскимосских языках, однако, эта агглютинация имеет более значительные, чем в алеутском, отклонения от «чистого» типа в сторону фузии. Число морфологических порядков, или, иначе говоря, средняя длина глагольного слова в эскимосских языках больше; основные именные и глагольные категории — падеж, число, притяжательность, время, наклонение, транзитивность, каузативность, модальность, фазовость, качественные и оценочные характеристики действия — в обеих ветвях сходные. Эти языки не имеют грамматического рода и имеют притяжательные аффиксы; чисел может быть до трёх — единственное, двойственное и множественное.
Эскимосско-алеутские языки по своему строю полисинтетические. У них чрезвычайно развит синтетический способ словообразования — как внутриклассного (изменение глагольной основы, в результате которой получается более сложный по значению глагол), так и междуклассного (глагол в языке может быть образован с помощью суффиксальных показателей почти что от любой основы — именной, местоименной, междометной и др.). В одной глагольной форме может быть выражено суффиксально до 12 грамматических категорий, ср. аз.-эск. аӷуляӄ-сюӷ-ма-ӈиӄ-сяӽ-т-а-ø-тын «говорят, что ты не хотел приехать, но…», где аӷуляӄ — основа со значением «приезжать», -сюӷ- — префикс модальности желания, -ма- — показатель прошедшего времени, -ӈиӄ- — суффикс передачи чужой речи, -сяӽ- — суффикс действия, не приведшего к ожидаемому итогу, -т- — показатель финитности, -а- — показатель изъявительного наклонение, или двуличной формы, -ø- — 3 л. ед. ч. агенса, -тын — 2 л. ед. ч. объекта; таги-пыстаг-йаӽӽа-ма-йаӷ-т-у-ӈа «Я обязательно должен был прийти, но…», где таги- — основа со значением «приходить», -пыстаг- — оценочный показатель со значением «обязательно», -йаӽӽа- — показатель модальности долженствования, -ма- — показатель прошедшего времени, -йаӷ- — суффикс действия, не приведшего к желаемому итогу, -т- — показатель финитности, -у- — показатель изъявительного наклонения для одноличной формы, -ӈа- — 1 л. ед. ч. субъекта.
Эскимосские языки относятся к эргативным. Подлежащее при непереходном глаголе кодируется в падежных показателях имени и личных показателях глагола так же, как дополнение при переходном, и иначе, чем агенс переходного глагола. Эта система последовательно проходит по всем временам, лицам и наклонениям глагола и затрагивает также некоторые синтаксические явления (такие, как продвижение именной группы в позицию абсолютного падежа, а не падежа «подлежащего», образование каузативов, кореференция именных групп и т. п.).
В алеутском языке подлежащее принимает особый падежный показатель только в том случае, если чётко не упоминается, чем является дополнение:
1. Tayaĝu-x̂ qa-x̂ qa-ku-x̂ (человек-ABS рыба есть-IND-3SG) «Человек ест рыбу»;
2. Tayaĝu-m qa-kuu (человек-ERG есть-3SG/3SG.IND) «Человек ест это».

В эскимосских языках развита система личного спряжения глагола. Глаголы подразделяются на одно- и двуличные: в двуличном глаголе может выражаться одно из трёх лиц и одно из трёх чисел (включая двойственное) как агенса, так и прямого объекта; общее количество лично-числовых форм двуличного глагола (в одном времени) в некоторых эскимосских языках доходит до 63. В этих языках значительное развитие получила система глаголов зависимого действия. Эти формы употребляются только в качестве сказуемых зависимых предложений и выражают широкий спектр значений — временных, условных, уступительных, противительных и т. п. Например: акузи-йа-ми «когда (после того, как) он сказал», акузи-маӷ-ми «когда (по мере того, как) он говорил», акузи-ку-ма «если я скажу», акузи-ма-йаӄу-ма «если бы я сказал (раньше, в прошлом)», акузи-вагиля-н «пока он не сказал», акузи-ӷӈа-ма «хоть я и сказал» и др.

### Отличия юпикских и инуитских языков
Внутри эскимосской ветви можно выделить основные различия. 
В юпикских языках, по сравнению с инуитскими, произошла потеря начального i; потеря i и иногда a между близкими по артикуляции согласными, сохранение различения глухого l̥ и звонкого l; сохранение носового в сочетаниях ml и ngl (в инуитских языках ml > vl; в некоторых случаях переход j > s; ярко выражено соответствие гренл. s юпикскому t (гренл. isertoq — юпик. itertoq «он пришёл»). Ср.:
|                  | Юпикские языки      | Юпикские языки | Инуитские языки | Инуитские языки |
| центральный юпик | азиатских эскимосов | инуитов Аляски | гренландский    |                 |
| ---------------- | ------------------- | -------------- | --------------- | --------------- |
| «вода»           | miq                 | miq            | imiq            | imiq            |
| «четыре»         | ctamat              | stamat         | sisamat         | sisamat         |
| «человек»        | juk                 | juk            | inuk            | inuk            |
| «рука»           | tal̥iq               | tal̥iq          | talik           | taliq           |
| «другой»         | al̥l̥a                | al̥a            | alla            | avla            |

Юпикские и инуитские языки отличаются тем, какие фонемы могут встречаться в определённом положении в слове: так, в начальном положении в юпикских языках могут стоять почти все согласные фонемы, в инуитских — только p, t, k, q, m, n, s (а также l в диалекте барроу в незначительном числе слов). В конце слова в юпикских языках встречается k, q, ng (для чистой основы) и t, m. n. ng в ряде морфологических форм; в инуитских t, k, q, m, n, ng для диалектов барроу и маккензи, и p, t, k, q для гренландского. Юпикскому -m в конце слова в инуитских всегда соответствует -p (кроме некоторых гренландских диалектов). В юпикских имеется фонематическое противопоставление t/n, в инуитских — постоянно t, за исключением случаев назализации по диалектам. 
Имеются отличия в падежной системе: так, в инуитских языках различаются аблатив и инструменталис, объединённые в юпикских в один падеж (творительный); впрочем, это объединение происходит уже в инуитских диалектах севера Аляски. 
В целом, юпискские и инуитские языки, несмотря на значительное структурное сходство и большой процент общей по звучанию лексики, почти невзаимопонятны.